# Vlajići
Vlajići (en serbe cyrillique : Влајићи) est un village de Bosnie-Herzégovine. Il est situé dans la municipalité de Teslić et dans la république serbe de Bosnie. Selon les premiers résultats du recensement bosnien de 2013, il compte 368 habitants.

## Démographie

### Évolution historique de la population dans la localité
| 1948 | 1953 | 1961 | 1971  | 1981 | 1991 | 2013 |
| ---- | ---- | ---- | ----- | ---- | ---- | ---- |
| -    | -    | 904  | 1 032 | 956  | 839  | 368  |

|  |